# Je ne suis pas là pour être aimé
Je ne suis pas là pour être aimé è un film del 2005 diretto da Stéphane Brizé.

## Riconoscimenti
- 2005 - Festival internazionale del cinema di San Sebastián
  - Premio CEC per il miglior film
  - In concorso per la Concha de Oro
- 2006 - Premi César
  - Candidatura per il migliore attore a Patrick Chesnais
  - Candidatura per la migliore attrice a Anne Consigny
  - Candidatura per il migliore attore non protagonista a Georges Wilson
- 2006 - European Film Awards
  - Candidatura per il miglior attore a Patrick Chesnais